# Прокуратура Испании
Прокуратура Испании (исп. Ministerio Fiscal de España или Fiscalía) — государственный орган Испании, принципы которого установлены в ст.124 Конституции Испании, принятой в 1978 году.

## Внешние ссылки
- Страница министерства (недоступная ссылка)
- Закон о судебной власти Архивная копия от 30 июня 2012 на Wayback Machine